# 鉄道敷設法別表第142号ノ2
鉄道敷設法別表第142号ノ2（てつどうふせつほうべっぴょうだい142ごうノ2）は、1922年（大正11年）4月11日に公布・施行された「鉄道敷設法」（大正11年法律第37号）別表に定められていた条文の一つ。
1927年（昭和2年）3月31日から1942年（昭和17年）2月21日の間に公布・施行された「鉄道敷設法中改正法律」（昭和2年法律第37号）、「鉄道敷設法中改正法律」（昭和8年法律第38号）、「鉄道敷設法中改正法律」（昭和9年法律第18号）、「鉄道敷設法中改正法律」（昭和11年法律第17号）、「鉄道敷設法中改正法律」（昭和12年法律第40号）、「鉄道敷設法中改正法律」（昭和17年法律第45号）のいずれかによって追記された条文でもある。

## 原文
- 十勝国御影附近ヨリ日高国右左府ヲ経テ胆振国辺富内ニ至ル鉄道

## 現在の地名・地区名での表記
- 北海道上川郡清水町御影地区付近（十勝支庁管内）より北海道沙流郡日高町日高地区（日高支庁管内）を経て北海道勇払郡むかわ町富内地区（胆振支庁管内）に至る鉄道

## 開業区間
- 北海道旅客鉄道石勝線
  - 新得 - 占冠間55.1km
- 日本国有鉄道富内線
  - 日高町 - 富内間37km

## 廃止区間
- 日本国有鉄道富内線
  - 日高町 - 富内間37km（1986年11月1日廃止）

## 廃止代替バス路線
- 道南バス
  - 日高タミ - 富内間
- 道南バス
  - 日高タミ - 幌毛志中央間

## 未開業区間
- 日本国有鉄道狩勝線
  - 占冠 - 日高町間 約14km

## 鉄道先行バス路線
なし。

## 近接したルートを通る民間路線バス
- 日高町営バス占冠線
  - 占冠駅前 - 日高町総合支所間

## その他・特記事項
- 右左府（うしゃっぷ）は、北海道日高支庁沙流郡日高町日高地区の旧地名。
- 日高町営バス占冠線は、元々、他社（民営バスと思われるが不詳）が運行していた廃止バス路線を継承した路線。